# Pat Mooney
Pat Mooney (1947) es un activista canadiense, cofundador y Director Ejecutivo del ETC Group, una organización internacional de la sociedad civil con sede en Canadá  y oficinas en Etiopía, México, Filipinas y los Estados Unidos.  Mooney lleva casi medio siglo trabajando en la sociedad civil y los movimientos sociales internacionales, primero en los temas de asistencia y desarrollo y luego enfocando su tarea en alimentación, agricultura y comercio.  En 1985 recibió el “Right Livelihood Award” (conocido como el Premio Nobel Alternativo) en el parlamento Sueco. En 1988 recibió el Pearson Peace Prize del Gobierno de Canadá.  Es autor y coautor de numerosas publicaciones sobre políticas de biotecnología y biodiversidad.   Es ampliamente conocido como una autoridad en temas de gobernanza mundial, concentración corporativa y propiedad intelectual.

## Trayectoria
A mediados de los 1970s comenzó a preocuparse cada vez más por la pérdida de recursos genéticos. En 1979 publicó un reporte sobre el tema llamado “Seeds of the Earth”,  un documento considerado como el primer análisis que llamó la atención internacional sobre el problema.  En 1983 presentó el estudio “The Law of the Seed: Another Development and Plant Genetic Resources”, que tuvo enorme repercusión. Junto a Cary Fowler y Hope Shand, Pat Mooney comenzó a trabajar los temas relacionados con las semillas en 1977. Juntos cofundaron el RAFI (Rural Advancement Foundation International), cuyo nombre cambió posteriormente a ETC Group en 2001. ETC Group es una pequeña ONG internacional que se aborda el impacto de las nuevas tecnologías en comunidades vulnerables. El trabajo más reciente de Pat Mooney está orientado a la investigación en geoingeniería, nanotecnología, biología sintética y gobernanz global de esas tecnologías así como en el rol de las corporaciones en su desarrollo.  ETC trabajo de manera cercana con otros movimientos sociales, participa regularmente del Foro Social Mundial y mantiene alianzas con organizaciones como la Vía Campesina.